# Гаврило (иконописац)
Гаврило  (XVII век — XVIII век) био је српски иконописац.

## Дело
Гаврилo је син или ученик зографа Димитрија. Сликао је 1713. икону за манастир Морачу, по наруџбини Јефтимија Морачанина и зографа Димитрија.